# 진률
《진률》(晉律), 또는 《태시율》(泰始律)은 중국 진(晋)의 주요 법률이다.
일찍이 위(魏)의 정치를 보좌하게 된 사마소(司馬昭)는 가충(贾充), 양우(羊祜), 두예(杜預), 배해(裴楷) 등에게 명하여 한(漢)과 위의 율을 참고해 율령을 수정하도록 했다. 무제(武帝) 태시(泰始) 3년(267년)에 완성되어 이듬해 전국에 반포되었고, 태시 연간에 반포 시행되었다 하여 이름을 《태시율》이라 했다. 두예와 장비(張斐)가 《진률》의 주해(注解)를 지었으며, 진 무제의 비준을 거쳐 천하에 반포되었다. 그 주(注)는 율문(律文)과 똑같이 법률로써 효력을 발휘했고, 주해한 사람의 이름을 따서 장두율(張杜律)이라고 불렸다.
《진률》은 모두 20편 620조 27,600자로 되어 있다. 20편은 형명(刑名), 법례(法例), 도율(盗律), 적률(贼律), 사위(詐僞), 청구(请赇), 고핵(告劾), 포률(捕律), 계신(系讯), 단옥(断狱), 잡률(雜律)해야 호율(户律), 천흥(擅興), 훼망(毁亡), 위관(位官), 수화(水火), 구율(厩律), 소시(关市), 위제(违制)와 제후(諸侯)이다.
진률과 동시에 《진령》(晉令) 40편, 《진고사》(晉古事) 30권이 함께 반포되었다. 한국에 전해져 고구려(高句麗) 소수림왕(小獸林王)이 반포한 율령의 모법(母法)이 되었다고 평가받는다.

## 같이 보기
- 당률(唐律)
- 한률(漢律)